# Stenohippus
Stenohippus is een geslacht van rechtvleugeligen uit de familie veldsprinkhanen (Acrididae). De wetenschappelijke naam van dit geslacht is voor het eerst geldig gepubliceerd in 1926 door Uvarov.

## Soorten
Het geslacht Stenohippus omvat de volgende soorten:
- Stenohippus aequus Uvarov, 1926
- Stenohippus aethiopicus Uvarov, 1938
- Stenohippus angulatus Karny, 1910
- Stenohippus maculifemur Jago, 1996
- Stenohippus mundus Walker, 1871
- Stenohippus paravittatus Jago, 1996
- Stenohippus socotranus Popov, 1957
- Stenohippus trapezoidalis Bolívar, 1914
- Stenohippus trochilus Jago, 1996
- Stenohippus xanthus Karny, 1907